# Szokolewszczyzna
Szokolewszczyzna – dawny zaścianek. Tereny, na których leżał, znajdują się obecnie na Białorusi, w obwodzie witebskim, w rejonie brasławskim, w sielsowiecie Ciecierki.

## Historia
W czasach zaborów zaścianek w powiecie dzisieńskim, w guberni wileńskiej Imperium Rosyjskiego.
W latach 1921–1945 zaścianek leżał w Polsce, w województwie wileńskim, w powiecie dziśnieńskim (od 1926 w powiecie brasławskim), w gminie Przebrodzie, a następnie w gminie Jody.
Według Powszechnego Spisu Ludności z 1921 roku zamieszkiwało tu 25 osób, 21 było wyznania rzymskokatolickiego a 4 prawosławnego. Jednocześnie 15 mieszkańców zadeklarowało polską a 10 białoruską przynależność narodową. Było tu 7 budynków mieszkalnych. W 1931 w 5 domach zamieszkiwało 22 osoby.
Wierni należeli do parafii rzymskokatolickiej w Borodzieniczach i prawosławnej w Jodach. Miejscowość podlegała pod Sąd Grodzki w Brasławiu i Okręgowy w Wilnie; właściwy urząd pocztowy mieścił się w Jodach.